# Jacob Bender von Bienenthal

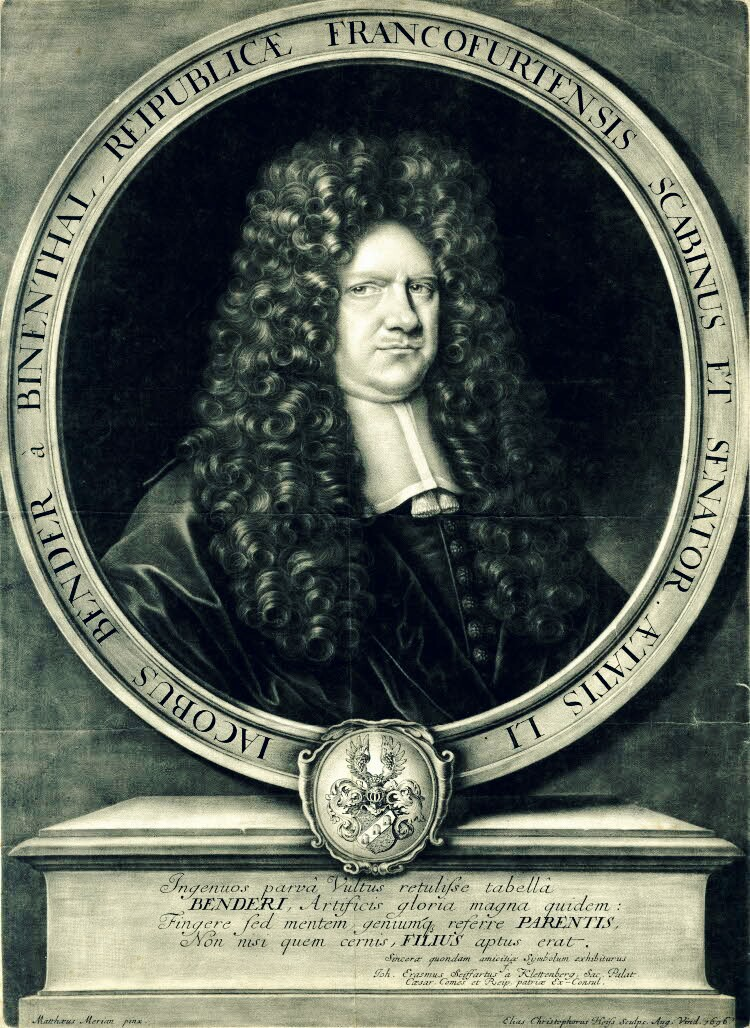
Jacob Bender von Bienenthal

Jacob Bender von Bienenthal (* 12. März 1644 in Frankfurt am Main; † 10. November 1695 ebenda) war ein deutscher Politiker der Reichsstadt Frankfurt.

## Leben
Bender von Bienenthal war der Sohn des Frankfurter Älteren Bürgermeisters Christoph Bender von Bienenthal und dessen Ehefrau Susanna geborene Ayrer. Die Familie gehörte der Patriziergesellschaft Zum Frauenstein an. Er heiratete 1666 Maria Margarethe, die Tochter des Johann Philipp Fleischbein von Kleeberg. Der gemeinsame Sohn Johann Christoph Bender von Bienenthal (1670–1748) wurde ebenfalls Jurist in Frankfurt. 
Bender von Bienenthal besuchte das Städtische Gymnasium in Frankfurt am Main und studierte ab 1660 an der Universität Helmstedt und ab 1663 an der Universität Heidelberg Rechtswissenschaften. In Heidelberg disputierte er. Nach dem Studium unternahm er Reisen nach Frankreich, die Niederlande und Italien.
Bender von Bienenthal kehrte 1666 nach Frankfurt zurück und wurde Verwaltungsbeamter und Diplomat der Reichsstadt Frankfurt. 1669 erstellte er eine Reihe von Reformvorschlägen zum Emporblühen und Wachstum der Stadt, die jedoch erst 1838 in Auszügen veröffentlicht wurden. 1673 wurde er Pfleger des Allgemeinen Almosenkastens und wurde 1678 Ratsherr. 1686 war er Jüngerer Bürgermeister. 1690 stieg er zum Schöff auf, das heißt, er wechselte von der zweiten auf die erste Ratsbank.